# 山石隊長
山石隊長（やまいしたいちょう、本名：山本 俊之、1963年6月3日 ‐ ）は、日本の実業家である。山石グループの代表取締役を務め、ステテコ隊の隊長としても活動する。

## 来歴
明石ケーブルテレビの番組「ステテコ隊がゆく!」の放送をきっかけに、ステテコ隊を結成し、隊長に就任した。同年、デビューシングル「ステテコ隊がゆく!」を発売した（現在は完売）。神戸湊川にある「一番星食堂」にてレコ発ライブを行った。以後、ステテコ隊を率いて、ライブ、メディア出演など音楽活動を行う。
翌2016年にはアルバム『幸子』をリリース。 またそのアルバムにちなんだ舞台を、監督に福山功起を迎えて開催。
イベントではカンパイKOBEを始め、大型音楽フェスにも出演。ET-KING、Monky Magic、マークパンサー、ジェームス小野田などと共演。
その他、イベントや番組内で多くのタレントと共演している。

## 人物
ステテコ隊の楽曲のほとんどを作詞、作曲する。また、全ての曲においてメインボーカルを務める。
また、ラジオやテレビのレギュラー番組内では、時には喫茶店のマスター、BARのマスター、そして人の話をうまく聞く聞き上手名人と、多種多様なキャラクターを演じ分ける。

## 出演

### テレビ番組
- 深夜のマニアックアワー（2013年5月 - 、サンテレビ、山石社長名義）
- ステテコ隊がゆく![7]（2015年4月 - 、明石ケーブルテレビ）
- ステテコ隊の何やっとんじゃ![8]（2016年4月 - 、サンテレビ）
- 全日本聞き上手選手権[9]（2017年1月 - 、サンテレビ、山石名人名義）

### ラジオ番組
- ステテコ隊がいく!（2013年7月 - 、MBSラジオ）
- BAR山石[10]（2013年11月 - 2015年3月・2017年10月 - 2018年9月 、Kiss FM KOBE、山石マスター名義）
- 純喫茶山石[11] （2015年4月 - 、Kiss FM KOBE、山石マスター名義）
  - アフター純喫茶山石（2021年1月 - 、Kiss FM KOBE、山石マスター名義）